# Class 58
De British Rail Class 58 is een zesassige diesellocomotief uit Groot-Brittannië bedoeld voor inzet in het zware goederenverkeer. De locomotieven werden gebouwd tussen 1983 en 1987 en in dienst gesteld bij British Rail, en werden na de privatisering overgenomen door EWS. Nadat EWS deze locomotieven in 2002 verving door Class 66 is een aantal locomotieven naar het vasteland gekomen. Drie zijn er in dienst gekomen bij ACTS in Nederland (vernummerd in 5811, 5812 en 5814), 8 in Spanje en 20 in Frankrijk.

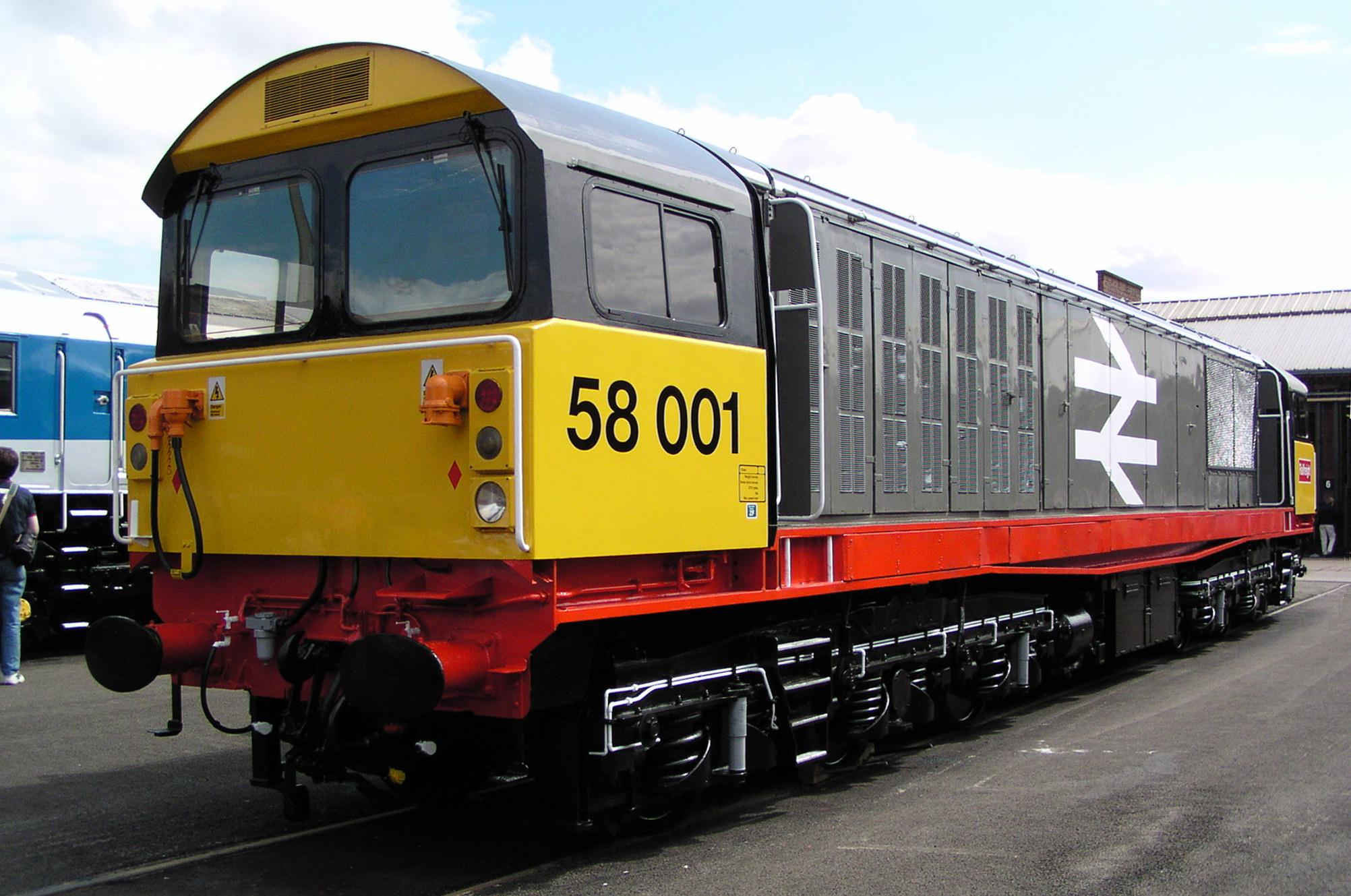
Loc 58 001 in de originele kleuren van British Rail